# رابرت اف. گودک
رابرت اف. گودک (انگلیسی: Robert F. Godec؛ زادهٔ ۱۹۵۶ (۶۸–۶۹ سال)) سیاست‌مدار اهل ایالات متحده آمریکا است. وی از دانش‌آموختگان دانشگاه ویرجینیا و دانشگاه ییل است. گودک از سفیران ایالات متحده آمریکا در تونس بوده است.